# Gatyás bagázs
A Gatyás bagázs (angolul Almost Naked Animals, németül Banana Cabana) 2011-től 2014-ig futott kanadai televíziós rajzfilmsorozat, amelyet a 9 Story Entertainment készít. Magyarországon a Megamaxon futott. A sorozat alkotója Noah Z. Jones, aki a Pecatanya című animációs filmsorozatot is alkotta. A harmadik évadot jelenleg készítik.

## Cselekmény
A sorozat egy trópusi üdülőhelyről, a Banana Cabana-ról szól. Az üdülő személyzete mókás állatok, akik majdnem csupaszak, csak fehérneműt viselnek.

## Főszereplők
- Howie
- Octo
- Bunny
- Duck
- Piggy
- Narwhal
- Sloth
- Poodle
- Batty

## Magyar hangok
- Szokol Péter – Howie
- Kisfalusi Lehel - Octo
- Dudás Eszter - Bunny
- Simonyi Réka - Batty
- Kapácsy Miklós - Duck
- Bolla Róbert - Narwhal
- Orosz Helga - Sloth
- Renácz Zoltán - Piggy
- Dögei Éva – Poodle

## Évados áttekintés
| Évad | Epizód | Hivatalos premier | Hivatalos premier | Magyar premier   | Magyar premier    |
| Évad | Epizód | Évadpremier       | Évadfinálé        | Évadpremier      | Évadfinálé        |
| ---- | ------ | ----------------- | ----------------- | ---------------- | ----------------- |
| 1.   | 26     | 2011. január 7.   | 2011. december 7. | 2014. május 19.  | 2014. június 14.  |
| 2.   | 26     | 2012.február 4.   | 2012. július 7.   | 2015. október 9. | 2015. november 3. |
| 3.   | 12     | 2013. április 15. | 2013. május 22.   |                  |                   |

## Videójáték
A sorozatból készült egy játék is, Cabana Craze néven. Ez 2012. szeptember 25-étől érhető el a CabanaCraze.com honlapon.

## Fordítás
Ez a szócikk részben vagy egészben  az   Almost Naked Animals című angol Wikipédia-szócikk fordításán alapul.  Az eredeti cikk szerkesztőit annak laptörténete sorolja fel. Ez a jelzés csupán a megfogalmazás eredetét és a szerzői jogokat jelzi, nem szolgál a cikkben szereplő információk forrásmegjelöléseként.